# Пелопоннесская война
Пелопонне́сская война́ (431—404 до н. э.), ранее Пелопонесская война — военный конфликт в Древней Греции, в котором участвовали Делосский союз во главе с Афинами, с одной стороны, и Пелопоннесский союз под предводительством Спарты — с другой.
Между древними Афинами и Спартой, городами-государствами, давно существовали противоречия. В немалой степени они были обусловлены различным политическим устройством государств-городов. Древние Афины представляли собой демократию, тогда как в Спарте власть находилась в руках олигархии. В полисах, входивших с ними в союз, обе стороны старались утвердить аналогичный собственному государственный строй. Политические противоречия усугублялись различием в происхождении: афиняне (как и бо́льшая часть их союзников) были ионийцами, тогда как спартанцы и, в свою очередь, их союзники — в основном дорийцами.
Традиционно Пелопоннесская война делится историками на два периода. В первый период («Архидамова война») спартанцы предпринимали регулярные вторжения в Аттику, в то время как Афины использовали своё преимущество на море для рейдов на побережье Пелопоннеса и подавления любых признаков недовольства в своей державе. Этот период закончился в 421 году до н. э. с подписанием Никиева мира. Договор, однако, был вскоре нарушен возобновившимися стычками в Пелопоннесе. В 415 г. до н. э. Афины отправили экспедиционные силы в Сицилию для атаки Сиракуз. Атака закончилась сокрушительным поражением афинян; экспедиционные силы были полностью уничтожены. Это привело к заключительной фазе войны, которую обычно называют Декелейской, или Ионийской войной. В её ходе Спарта, получив внушительную поддержку от Персии, построила значительный флот. Это позволило ей оказать помощь в Эгейском море и в Ионии зависимым от Афин государствам-членам Делосского морского союза, пожелавшим выйти из последнего (Хиосу, Милету, Эвбее и пр.), подрывая мощь Афинской державы и окончательно лишая Афины и их оставшихся союзников превосходства на море. Уничтожение афинского флота в морском сражении при Эгоспотамах (405 г. до н. э.) не оставило афинянам шансов на продолжение войны, и в следующем году Афины сдались.
Война изменила древнегреческий мир. Афины, самый сильный город-государство Греции до начала войны, оказались в состоянии почти полного подчинения, а Спарта стала ведущей державой Греции. Экономические издержки войны ощущались по всей Греции: бедность распространилась на Пелопоннесе, а Афины были полностью опустошены и так и не восстановили довоенное процветание. Война также привела к более тонким изменениям в греческом обществе: конфликт между демократическими Афинами и олигархической Спартой, каждая из которых поддерживала дружественные политические фракции внутри других государств, сделал войну обычным явлением в греческом мире. Древнегреческая военная культура, представлявшая собой ограниченную и формализованную форму конфликта, превратилась в тотальную борьбу между городами-государствами. Разрушив религиозные и культурные табу, опустошив обширные территории и уничтожив целые города, Пелопоннесская война ознаменовала конец золотого века Греции.

## Источники

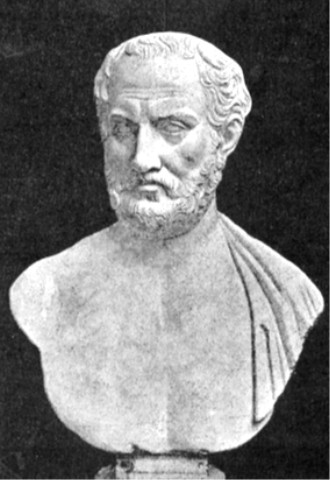
Фукидид

## Пентеконтаэтия (пятидесятилетие)

Карта греческих племён перед началом Пелопоннесской войны.

Фукидид считал, что спартанцы начали войну в 431 году до н. э. «из страха перед растущим могуществом афинян, которые уже тогда… подчинили себе бо́льшую часть Эллады». Действительно, пятьдесят лет греческой истории, предшествовавших началу Пелопоннесской войны, ознаменовались становлением Афин как сильнейшей державы Средиземноморья. Отразив персидское вторжение в Грецию в 480 г. до н. э., Афины вскоре стали лидером коалиции греческих государств, продолжавших войну с Персидской империей на зависимых от неё территориях в Ионии и на Эгейском архипелаге. В течение этого периода, известного как Пентеконтаэтия («пятидесятилетие», название дано Фукидидом), Афины, первоначально занимавшие лидирующее положение в составе Делосского Союза, обрели статус правителя обширной Афинской державы. Персия была вынуждена оставить свои владения по берегам Эгейского моря, которые попали в зависимость от Афин. В то же самое время сила Афин значительно выросла; множество их прежде независимых союзников превратились в зависимые государства, обязанные выплачивать дань. Эти средства позволили Афинам содержать сильный флот, а с середины столетия они используются также и для собственных нужд Афин — для финансирования широкомасштабного строительства общественных зданий и украшения города.
Трения между Афинами и Пелопоннесскими государствами, включая Спарту, начались ещё в самом начале Пентеконтаэтии. После отступления персов из Греции Спарта попыталась предотвратить восстановление разрушенных врагом афинских стен (без стен Афины были мало защищены от атаки с суши и легко могли попасть под спартанский контроль), однако получила отпор. Согласно Фукидиду, хотя спартанцы не предприняли никаких действий в это время, они «втайне… очень досадовали, что им не удалось достичь своей цели».
Конфликт между государствами снова вспыхнул в 465 году до н. э., когда в Спарте произошло восстание илотов. Спартанцы попросили помощи в его подавлении у всех своих союзников, в том числе и у афинян. Афины выслали войска, но после их прибытия спартанцы заявили, что «их помощь больше не нужна», и отправили афинян домой (прочие союзники остались). Согласно Фукидиду, спартанцы отказались от помощи из опасения, что афиняне могут перейти на сторону восставших. В конечном итоге мятежные илоты сдались, однако при условии, что будут изгнаны, а не казнены; Афины поселили их в стратегически важном городе Навпакте, расположенном в самом узком месте Коринфского залива. Итогом этих событий стал выход оскорблённых афинян из союза со Спартой и заключение ими союза с Аргосом, постоянным соперником Спарты, и Фессалией.
В 459 году до н. э. Афины воспользовались войной между своими соседями — Мегарой и Коринфом, входившими в Пелопоннесский союз, и заключили с Мегарой союзный договор. В результате афиняне получили точку опоры на Коринфском перешейке и в Коринфском заливе; кроме того, выросло влияние Афин в Беотии. Всё это привело ко вступлению в войну Спарты, и началась так называемая Малая Пелопоннесская война. В ходе её Афины были вынуждены оставить под спартанским контролем владения в материковой части Греции за пределами Аттики (в том числе Мегары и Беотию), однако в составе Афинского союза остался важный остров Эгина. Заключённый зимой 446/445 года до н. э. Тридцатилетний мир признавал за обоими государствами право на контроль над собственными союзниками.

## Разрыв мирного договора

Первый афинский морской союз в 431 до н. э.

Пока Афины устанавливали своё господство в Эгейском бассейне и усиливали влияние в Причерноморье, Спарта и её союзники ещё как-то мирились с действиями афинян. Однако, располагая отличным флотом и огромными ресурсами, Афины приступили к усилению своего влияния в Великой Греции (Южной Италии и Сицилии). Продвижение Афин в западном направлении было смертельно опасно для Коринфа, вся торговля которого была нацелена на запад, вело к изоляции Спарты и наносило сильнейший удар по Пелопоннесскому союзу в целом. Ни Спарта, ни Коринф не могли с этим мириться и предпринимали самые энергичные меры против афинской экспансии. Угрозы Коринфа покинуть Пелопоннесский союз, если война Афинам не будет объявлена, а также общее ухудшение ситуации для Спарты и реальная угроза со стороны Афин могуществу Пелопоннесского союза сделали войну неизбежной.
Тридцатилетний мир был впервые проверен на прочность в 440 году до н. э., когда против афинского господства восстал богатый остров Самос. Персия немедленно оказала повстанцам финансовую помощь, и Афины оказались перед угрозой распада собственной морской державы. Спарта, понимая, что военная помощь Самосу приведёт к широкомасштабной войне, созвала делегации от своих союзников. Но это собрание высказалось против интервенции (в частности, за такое решение выступил Коринф), и Афины беспрепятственно подавили выступление.
В следующий раз Тридцатилетний мир подвергся серьёзному испытанию в 435—433 гг. до н. э. Афины, реализуя политику продвижения на запад, решили вмешаться в спор между Коринфом и их старой колонией Керкирой из-за Эпидамна (ныне Дуррес) — совместной керкиро-коринфской колонии. В битве при Сиботских островах небольшая эскадра афинян сыграла важную роль, не дав коринфскому флоту полностью разгромить флот керкирян и захватить саму Керкиру. Кроме того, в 431 г. до н. э. Афины начали осаду ещё одной коринфской колонии, Потидеи, поддерживавшей тесные контакты с метрополией, но входившей в состав Афинского морского союза. Афины, после керкирских событий опасавшиеся, что Потидея под влиянием Коринфа может отпасть от Союза, потребовали удаления коринфских должностных лиц — эпидемиургов, а также срытия городских стен со стороны моря. В ответ на эти требования потидейцы, подстрекаемые Коринфом и Македонией, объявили о своём выходе из Союза. Коринфяне, разгневанные действиями Афин на Керкире, совместно с царём Македонии Пердиккой тайно послали на помощь осаждённой Потидее отряд и запросили помощи у Спарты. Таким образом, это было прямым нарушением мирного договора, предусматривавшего взаимное невмешательство Афинской державы и Пелопоннесского союза во внутренние дела друг друга.
Серьёзным источником напряжённости был афинский декрет (принят в 433/432 году), вводивший строгие торговые санкции против Мегары (ставшей после Малой Пелопоннесской войны союзником Спарты). Эти санкции, известные ныне как мегарская псефизма, практически не замечаются Фукидидом, но современные историки считают, что запрет Мегаре торговать с процветающей Афинской державой нанёс её экономике страшный удар и явился одной из причин войны. Проблема заключалась в том, что теперь афиняне, воспользовавшись мегарским прецедентом, под любым предлогом могли бы закрывать свои порты для кораблей других государств. Таким путём, избегая войны, Афины могли бы добиваться уступчивости от любого города. Для Спарты сохранение свободы мореплавания являлось очень важным делом, так как она не обладала сильным флотом. Неоднократные посольства из Спарты постоянно возвращались к одному вопросу — немедленной отмене мегарской псефизмы, причём Спарта удовлетворилась бы даже не отменой антимегарского декрета, а простым его несоблюдением, что в данной ситуации могло бы стать разумным компромиссом. В это время при неизвестных обстоятельствах на территории Мегары погиб афинский гонец, отправленный в Спарту, после чего афинское Народное собрание приняло решение о войне с Мегарой, и вопрос об отмене мегарской псефизмы уже более не поднимался.
Осенью 432 года до н. э. в Спарте были собраны представители Пелопоннесского союза («силлогос»). Это совещание стало настоящей дипломатической конференцией, на которой остро столкнулись интересы греческих государств. Прения носили бурный характер. Коринф, Мегара и некоторые другие государства попытались убедить спартанское народное собрание в необходимости начать войну. Послы Коринфа обвиняли Спарту в нерешительности, бездействии и требовали немедленного объявления войны Афинам. Афинские же послы доказывали, что приобрели гегемонию законным путём и проявляют больше умеренности и справедливости при пользовании своим преимуществом, чем проявил бы кто-либо другой. Афиняне также указали союзному собранию на мощь афинской державы и предложили не нарушать мирный договор.
После этого выступления все союзные послы покинули собрание. Оставшись одни, спартанцы взвесили все доводы за и против войны. Царь Архидам высказался за осторожную политику ввиду неясности исхода войны с первоклассной военной державой, не имея мощного флота, и предложил действовать дипломатически, одновременно увеличивая экономическую и военную мощь союза. Эфор Сфенелаид предлагал немедленно объявить войну Афинам, внезапностью добиться успеха, тем самым выполнив союзный долг. По окончании речи Сфенелаид поставил вопрос на голосование уполномоченных союзных государств.
Это собрание большинством голосов постановило, что мирный договор афиняне всё-таки нарушили, и высказалось за войну с Афинами. Афинам было предъявлено несколько ультиматумов, содержавших заведомо невыполнимые требования: изгнание рода Алкмеонидов (Перикл по матери принадлежал к этому роду, которому постоянно припоминали т. н. «Килонову скверну»), роспуска Афинского морского союза, а также снятие осады Потидеи, признание независимости Эгины и отмену запрета Мегаре на торговлю с Афинами.

## Архидамова война

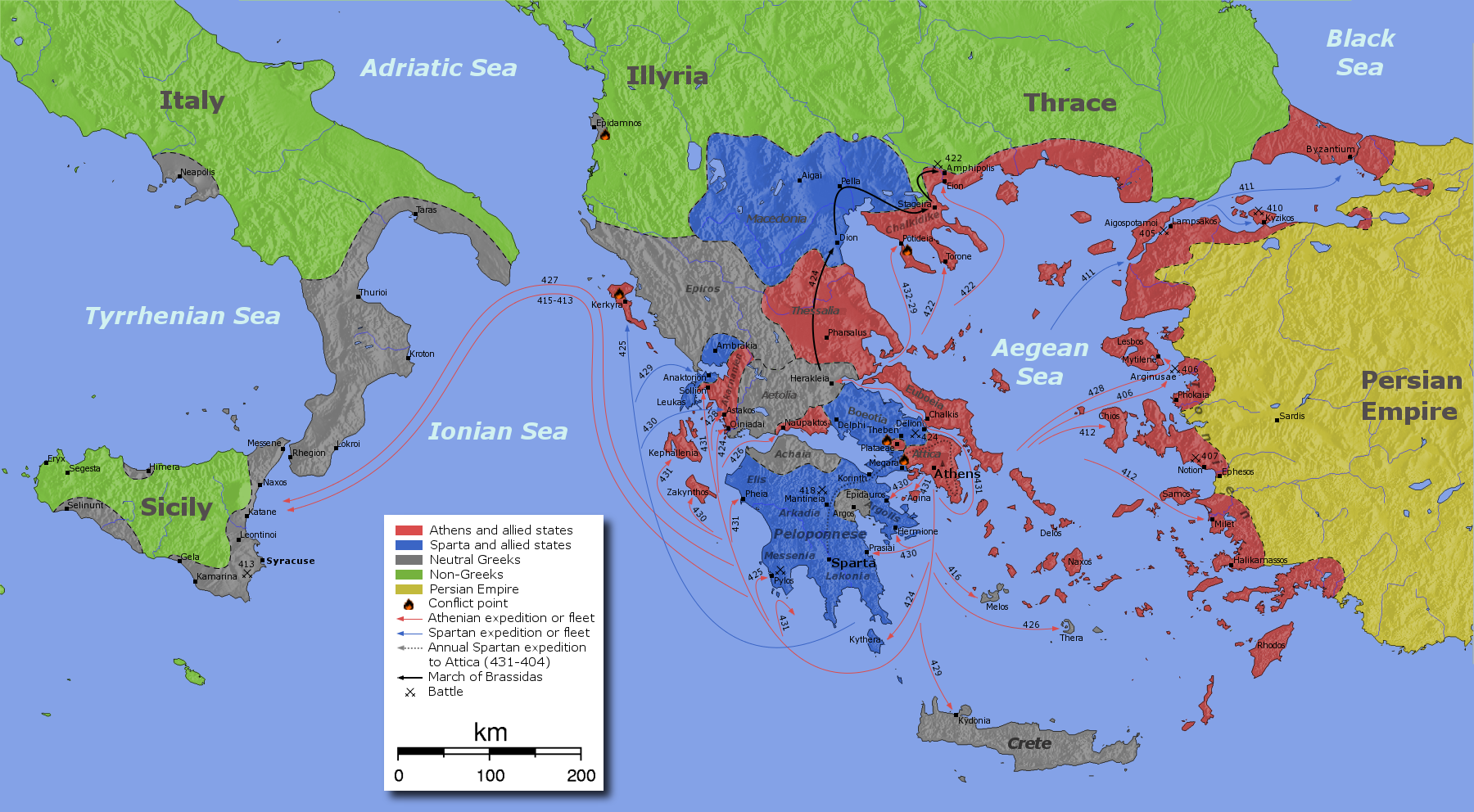
Ход Пелопоннесской войны

Первый период конфликта носит в историографии традиционное название Архидамовой войны, по имени спартанского царя Архидама II, командовавшего объединёнными силами Пелопоннесского союза. Спарта и её союзники, за исключением Коринфа, Мегары, Сикиона и коринфских колоний были сухопутными государствами. Они обладали возможностью собрать весьма значительную армию; лидеры союза, спартанцы, славились как прекрасные воины. Флот же пелопоннесцев составлял всего лишь около трети афинского, и не шёл с последним ни в какое сравнение по силам. План войны Пелопоннесского союза предполагал прежде всего вторжение в Аттику и разорение земель вокруг Афин, а также разгром афинского войска в решающем сражении.
Афины же, хотя и находившиеся на Аттическом полуострове в материковой Греции, владели обширными территориями преимущественно на островах Эгейского моря. В связи с этим они разработали иную стратегию. Основной план, предложенный Периклом, ни в коем случае не предполагал заведомо проигрышного решающего сражения на суше. Вместо этого Афины должны были задействовать свой превосходящий противника по количеству кораблей и по качеству подготовки флот в качестве основного средства войны. В случае вторжения врага жители сельских районов Аттики должны были укрыться за стенами Афин, оставив свои дома, а продовольствие и иные товары должны были доставляться в город исключительно морем. Финансовое благополучие Афин, складывавшееся в первую очередь из дани, выплачиваемой союзниками, позволяло им надеяться на успех такой тактики.

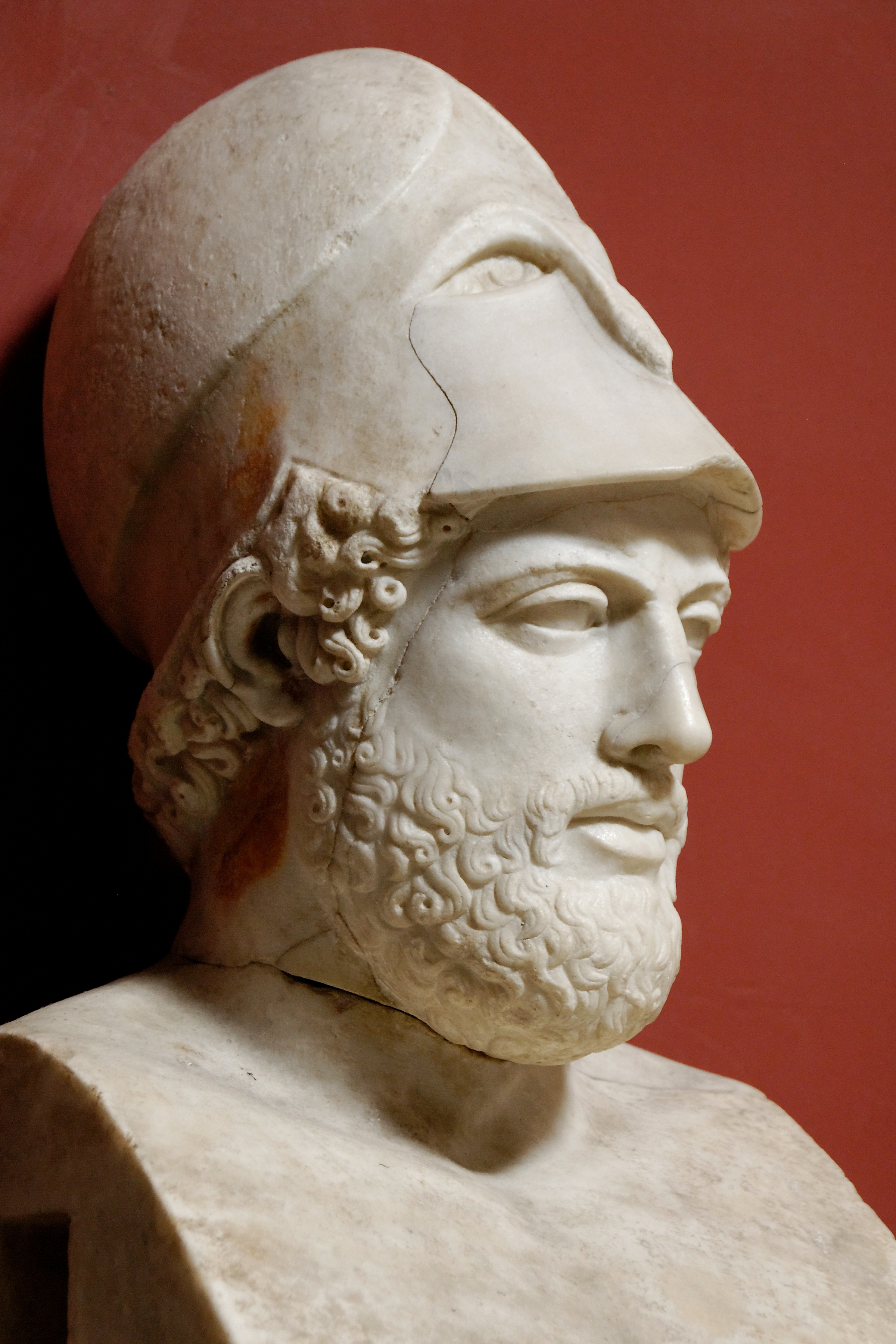
Перикл

Война началась с неожиданного нападения союзников Спарты — фиванцев — на небольшой городок Платеи. Этот полис, хотя и находился в Беотии, тем не менее, издавна был афинским союзником. Фивы же собирались если не заполучить Платеи под свой контроль, то по крайней мере возвратить их в состав союза беотийских городов. Скрытно проникнув внутрь неохраняемых по мирному времени городских стен, отряд из более чем трёхсот фиванцев с двумя беотархами во главе призвал платейцев вернуться в союз с остальными беотийскими городами. При этом захватчики вели себя достаточно мирно, заняв лишь рыночную площадь, полагаясь, очевидно, на поддержку своих местных сторонников. Тем не менее, их расчёт оказался ошибочным: перегруппировавшись и сообразив, что беотян немного, платейцы атаковали противника; в скоротечном ночном бою захватчики частично были уничтожены, частично сумели вырваться из города, а бо́льшая их часть (180 человек) была взята в плен. Основные силы фиванцев, подошедшие позже, опоздали и были вынуждены покинуть окрестности города на условии, что пленным будет сохранена жизнь. После их ухода платейцы в нарушение соглашения перебили пленных.
В мае 431 года до н. э. шестидесятитысячное войско пелопоннесцев вторглось в Аттику, разоряя округу Афин. Вплоть до 427 года до н. э. подобные вторжения происходили ежегодно (кроме 429 г. до н. э.), однако длились они каждый раз около трёх недель; самое длительное вторжение (430 г. до н. э.) продолжалось лишь сорок дней. Причиной этого было то, что войско пелопоннесцев являлось фактически гражданским ополчением, и, соответственно, воины должны были успеть домой, чтобы принять участие в сборе урожая. Кроме того, спартанцам надо было держать своих илотов под постоянным контролем, поскольку долгое отсутствие основных сил Спарты могло привести к их восстанию.
Вторжение спартанцев заставило афинян, в соответствии с первоначальным планом, эвакуировать всё население Аттики за стены города. Наплыв беженцев привёл к тесноте в городе и большой скученности населения; источники свидетельствуют об отсутствии у многих элементарной крыши над головой. Вместе с тем, афинский флот доказал своё превосходство над пелопоннесским, победив в двух сражениях — у мыса Рион и при Навпакте (429 год до н. э.) и начав опустошать побережье Пелопоннеса.
В 430 году до н. э. в переполненных беженцами Афинах вспыхнула эпидемия (симптомы, тщательно описанные Фукидидом, указывают, по-видимому, на сыпной тиф; некоторые учёные видят в этой болезни чуму; современные молекулярно-генетические методы доказали, что болезнь была вызвана возбудителем брюшного тифа (Salmonella enterica subsp. enterica serovar Typhi). За период до 426 года до н. э. (с небольшими перерывами) она унесла около четверти населения города (примерно 30 тысяч человек). В числе жертв эпидемии был и Перикл. Болезнь господствовала не только в самих Афинах, но и в их войске. Страх перед заболеванием был столь велик, что даже спартанцы отменили вторжение в Аттику.
Значительные изменения произошли и во внутриполитической жизни Афин. Смерть Перикла привела к радикализации их политики. Значительно выросло влияние Клеона, выступавшего за более агрессивное ведение войны и отказ от преимущественно оборонительной политики Перикла. Клеон опирался главным образом на радикально-демократические элементы афинского общества, прежде всего городские торгово-ремесленные круги. Более умеренную партию, опиравшуюся на землевладельцев и аттических крестьян и выступавшую за заключение мира, возглавлял богатый землевладелец Никий. В связи с тем, что положение Афин начало, наконец, улучшаться, группировка Клеона постепенно стала получать всё больший вес в Народном собрании.
Несмотря на серьёзные проблемы, Афины, тем не менее, выдержали тяжёлые удары первого периода войны. В 429 году до н. э. была, наконец, взята восставшая Потидея. Не увенчалось успехом и восстание на острове Лесбос (427 год до н. э.), при этом афиняне взяли главный город острова — Митилену. По предложению Клеона Народное собрание Афин даже приняло постановление о казни всех взрослых мужчин на острове и продаже в рабство женщин и детей; впрочем, на следующий день это решение было заменено решением о казни тысячи сторонников олигархии.
В 427 году до н. э. кровавые распри начались на Керкире. Причиной, как и на Лесбосе, послужила вражда между местными аристократами и сторонниками демократии. Победа в междоусобице досталась демократам, уничтожившим своих соперников; остров остался в составе Афинской державы, однако был серьёзно ослаблен. Тогда же, в 427 году до н. э., после длительной осады пали под натиском пелопоннесцев и фиванцев Платеи. Оставшиеся в живых их защитники были казнены, а сам город был разрушен.
С 426 года до н. э. Афины захватили инициативу в войне. Этому способствовало увеличение в 427 году до н. э. фороса (дани, взимаемой с союзников) приблизительно вдвое. Кроме того, в 427 году до н. э. небольшая афинская эскадра была послана на Сицилию, где с помощью союзных городов (в первую очередь Регия) успешно вела боевые действия против тамошних спартанских союзников. Под предводительством энергичного стратега Демосфена (не путать с жившим позднее афинским оратором Демосфеном) Афины сумели достичь определённых успехов и в самой Греции: война была перенесена на территорию Беотии и Этолии — при Ольпах был разбит крупный отряд пелопоннессцев в 3 тыс. гоплитов; Никий захватил Киферу — остров к югу от Лаконики; вокруг Пелопоннеса была создана цепь опорных пунктов.
В 424 году до н. э. афинские войска планировали с двух сторон вторгнуться в Беотию, надеясь на выступление своих сторонников-демократов внутри страны.

Крупной удачей афинян на этом этапе войны явился захват городка Пилос в западной Мессении, обладавшего удобной гаванью. Это фактически наносило удар в самое сердце Спартанского государства (Пилос находится в 70 километрах от Спарты) и создавало неприкрытую угрозу господству спартиатов над илотами. В ответ Спарта предприняла решительные действия. Из Аттики были отозваны войска, осаждавшие Афины, собран флот, а на запирающий вход в гавань Пилоса остров Сфактерия был высажен отборный спартанский отряд.

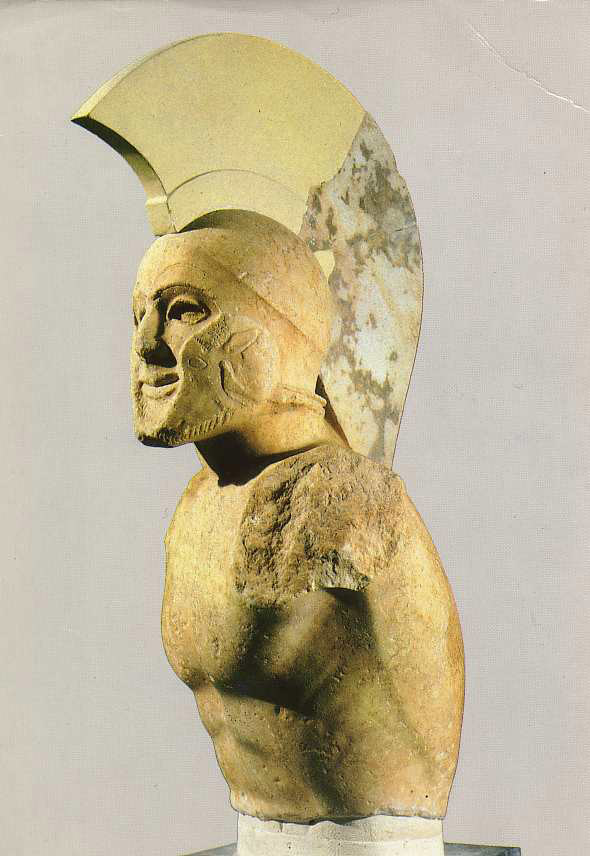
Спартанский гоплит (V в. до н. э.)

 Однако афинский флот под командованием Демосфена разбил пелопоннесцев и отрезал гарнизон Сфактерии, а через некоторое время принудил его к сдаче. В плен попало 292 спартанских гоплита, в том числе 120 знатных спартиатов. Командовал завершающим этапом битвы Клеон, назначенный недовольным долгой осадой афинским народным собранием.
Удар, нанесённый Спарте, был столь силён, что спартанцы предложили мир. Однако Афины, ожидая скорой окончательной победы, не согласились. Сыграло свою роль и то, что глава партии сторонников продолжения войны Клеон после падения Сфактерии стал самым влиятельным афинским политиком.
Впрочем, скоро стало ясно, что Афины недооценили силу Пелопоннесского союза. Хотя спартанцы перестали опустошать Аттику, афинян преследовали неудачи: попытка высадки у Коринфа была противником отбита, на Сицилии объединение местных полисов вынудило афинян отплыть домой. Провалилась и попытка вывести из войны Беотию: беотийские власти предупредили выступление демократов, из двух афинских армий вторжения одна была с уроном отброшена, а другая разгромлена у Делия, в бою пал командовавший афинянами стратег Гиппократ. Самая же большая неудача поджидала афинян во Фракии. Войдя в союз с Македонией, талантливый спартанский полководец Брасид взял город Амфиполь — центр афинских владений в этом регионе; Афины лишились стратегически важных серебряных рудников (именно за это поражение и был изгнан из Афин историк Фукидид, сын Олора).
Чтобы отбить Фракию, Афины послали войско, во главе которого был поставлен Клеон. Однако в битве под Амфиполем спартанцы нанесли афинянам поражение; в этой битве погибли и Клеон, и Брасид.
В итоге и Спарта, и Афины согласились заключить мир. По условиям договора восстанавливалось довоенное положение; стороны должны были обменять пленных и возвратить захваченные города. По имени возглавившего афинское посольство Никия мир был назван Никиевым.

## Никиев мир
Со смертью Клеона и Брасида, двух главных сторонников войны, война была прекращена. Однако несмотря на условия мира, стороны не вернули друг другу захваченные территории, хотя и выдали пленных. Никиев мир, заключённый на пятьдесят лет, продержался лишь шесть. Это время было заполнено постоянными стычками, ареной которых стал Пелопоннес.
В то время как Спарта воздерживалась от активных действий, некоторые из её союзников пришли к выводу о необходимости выхода из Пелопоннесского союза. Они начали группироваться вокруг Аргоса — сильного, неподконтрольного Спарте полиса демократической ориентации на востоке Пелопоннеса. В возникший союз вошли разорвавшие союз со Спартой Аргос, Мантинея и Элида, в которых в результате недовольства Никиевым миром к власти также пришли демократические элементы (первоначально в союз также вошёл Коринф, однако из-за продолжавшихся споров с Афинами он перешёл на сторону Спарты). Союзная коалиция получила некоторую поддержку Афин и попыталась захватить лидерство в Пелопоннесе. Однако в 418 году до н. э. войска коалиции (Аргос, Мантинея, Аркадия, Афины) были наголову разбиты в битве при Мантинее; в городах Пелопоннеса восторжествовали сторонники союза со Спартой и установилась олигархия. Демократический альянс распался, а большинство его членов вновь вошли в Пелопоннесский союз.

## Сицилийская экспедиция

Путь афинского флота на Сицилию

Потерпев неудачу в материковой Греции, Афины обратили своё внимание на Сицилию. Существовавшие здесь греческие города были очень богаты, а Сиракузы, главный город острова был ненамного меньше Афин. Завоевание Сицилии давало бы афинянам огромные преимущества перед пелопоннесцами, а важнейшему союзнику Спарты — Коринфу — наносило бы сильный удар по торговле. Укрепившись на пути в Сицилию в ходе предыдущего этапа войны (Пилос, Керкира, Навпакт), Афины теперь могли подумать об отправке сюда значительных экспедиционных сил.
Поводом для посылки войск стала просьба города под названием Сегеста (в литературе также встречается написание «Эгеста»), союзника Афин, о помощи в войне против Селинунта, поддерживавшегося Сиракузами. Сыграло, вероятно, свою роль и то, что и в Сицилии афиняне и их союзники являлись ионийцами, в то время как сиракузяне и их союзники (в том числе спартанцы) были дорийцами. Командовать походом были назначены Никий, Ламах и Алкивиад.
Буквально перед самым отплытием экспедиционных сил неизвестными лицами было разрушено большое количество герм — статуй, имевших религиозное значение. Подозрение в этом преступлении пало на Алкивиада. Несмотря на его требование суда и разбирательства, было принято решение об отправке войск под его командованием, но по прибытии афинян в Сицилию Алкивиад был отозван. Полагая, что возвращение домой не сулит ему ничего хорошего, он перешёл на сторону Спарты и выдал все тайны Афин, какие знал.
Силы афинян насчитывали более 130 триер, около 5000 гоплитов, 1300 легковооружённых воинов, а также суда с провиантом и другими грузами. Существенным недостатком было практическое отсутствие конницы. Командовал войсками после бегства Алкивиада стратег Никий.
Высадка столь значительных сил привела к переходу на сторону афинян ряда городов и нарастанию растерянности в Сиракузах. Однако вместо быстрого удара Никий избрал выжидательную тактику, в результате чего кампания 415 года до н. э. окончилась для афинян безрезультатно. С наступлением зимы они были вынуждены удалиться на зимние квартиры. Задержка позволила Сиракузам послать за помощью в Спарту, которая отправила сильный отряд во главе с Гилиппом. Объединив все силы, ему удалось разбить афинян и предупредить падение города.
Прибытие к афинянам подкреплений под командованием Демосфена (73 триеры и 5000 гоплитов), тем не менее, положения не улучшило. После колебаний стратегами было принято решение отступать, однако 27 августа 413 года до н. э. произошло лунное затмение, которое было воспринято как дурное предзнаменование; с отходом решено было подождать. Эта задержка дорого обошлась афинянам. В морской битве афинский флот был полностью разбит, остатки войска начали отступление вглубь острова в надежде добраться до союзников. Однако сиракузяне начали преследование и сумели полностью разгромить противника. Значительная часть воинов попала в плен и позже была продана в рабство, а стратеги Никий и Демосфен были казнены.
Разгром сицилийской экспедиции стал для Афин настоящей катастрофой. Погибло две трети флота, около трети всего гоплитского ополчения, которое мог выставить город, истощились финансы. Упало влияние Афин в Греции, в самих Афинах поднимают головы проспартански настроенные сторонники олигархии; растёт влияние гетерий — тайных олигархических организаций. Фактически это поражение стало поворотной точкой войны, хотя до её окончания было ещё далеко.

## Декелейская (Ионийская) война

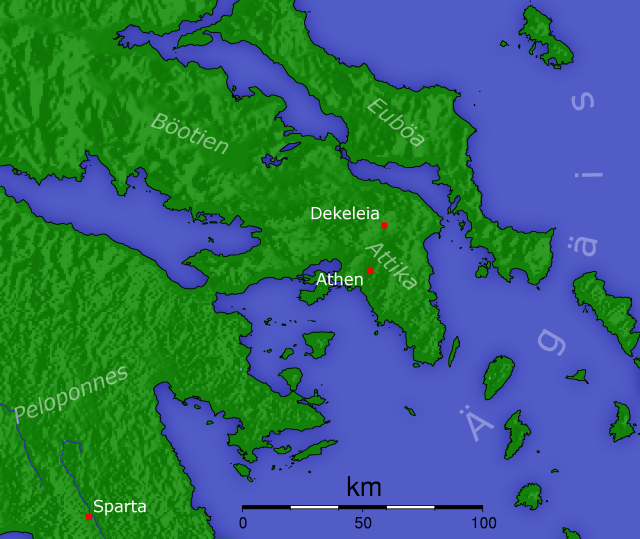
Аттика: Афины и Декелея

Спарта не ограничилась посылкой подкреплений на Сицилию. По совету Алкивиада был разработан новый план вторжения в Аттику. Теперь вместо периодических кратковременных набегов спартанцы решили закрепиться здесь надолго. Весной 413 года до н. э. был занят и укреплён находившийся в 18 км от Афин посёлок Декелея, в котором теперь был размещён постоянный спартанский гарнизон. Таким образом, афиняне были вынуждены полностью перевести город на морское снабжение. Кроме того, был отрезан доступ к Лаврийским серебряным рудникам, что также сказалось на положении Афин, а к спартанцам перебежало около двадцати тысяч афинских рабов.
Афины оказались в очень тяжёлом положении. Чтобы предотвратить поражение, они начали строительство нового флота и приступили к сбору всех сил своей державы.
Однако и спартанцы не теряли времени даром. После победы в Сицилии они решили нанести удар в традиционно приоритетном для Афин регионе — бассейне Эгейского моря. В 412 году до н. э. восстал сильнейший союзник Афин Хиос, его поддержали ионийские города Клазомены, Эрифры, Теос, Милет. Спарта послала им на помощь сильный флот, в который входили в том числе и корабли сицилийских союзников. К 411 году до н. э. Иония полностью отпала от Афин. В довершение всего, Спарта обратилась за помощью к Персии и получила от неё значительную финансовую поддержку в обмен на готовность передать города Ионии под власть персов. Одной из ключевых фигур в этом соглашении с наместником Сард Тиссаферном был Алкивиад.
Афины оказались перед лицом поражения. Однако они не собирались сдаваться и были готовы к принятию чрезвычайных мер. Был отменён форос, а вместо него была введена 10-процентная пошлина на провоз товаров через проливы, была оказана помощь демократическим партиям в союзных городах (например, на Самосе). Собранные силы были немедленно отправлены в Ионию, что существенно улучшило положение афинян в этом регионе. Кроме того, спартанские силы, значительно зависевшие от персидских денег, начали испытывать перебои в снабжении, так как персам было невыгодно полное поражение Афин. Сыграли свою роль и интриги желавшего вновь перейти на сторону афинян Алкивиада, имевшего немалый вес у наместника Сард Тиссаферна.
Существенные изменения произошли и в самих Афинах. Военные неудачи привели к росту влияния сторонников олигархии, и в 411 году до н. э. они совершили государственный переворот. Количество полноправных граждан ограничивалось до 5000 человек, а реальную власть получал Совет Четырёхсот. Отменялся столь важный элемент афинской демократии, как плата за исполнение должностных обязанностей. Новое правительство предложило Спарте мир.
Однако спартанцы отвергли предложения. Не признал олигархическое правительство и базировавшийся на Самосе афинский флот. Фактически в афинской державе сложилось двоевластие, чем не замедлили воспользоваться афинские союзники: восстал богатый остров Эвбея и города в проливах (это было крайне важно, так как бо́льшая часть хлеба ввозилась в Афины из Чёрного моря). Подавлять эти выступления пришлось афинскому флоту, во главе которого встал вновь перешедший к афинянам и получивший значительные полномочия Алкивиад. В 411 году до н. э. афиняне сначала обратили в бегство спартанский флот при Киноссеме, а чуть позже одержали над ним решительную победу при Абидосе; в 410 году до н. э. — разбили спартанцев и персов при Кизике, а в 408 году до н. э. взяли осадой ключевой город Византий. Военные успехи вскоре привели к падению олигархического режима, и восстановлению демократии. Между 410 и 406 годами до н. э. афиняне одерживали одну победу за другой и вскоре сумели во многом восстановить былое могущество. Немалую роль в этих победах сыграл Алкивиад.

## Последние битвы и завершение войны
Но спартанцы также не собирались сидеть сложа руки. В Ионию был направлен с флотом энергичный военачальник Лисандр, обладавший редкими для спартанца талантами дипломата и флотоводца. Кроме того, он имел прекрасные личные отношения с персами, которые прекратили финансовую помощь Афинам и направили ему значительные средства.

Положение для спартанцев облегчалось тем, что после небольшого поражения у Нотия (406 год до н. э.) наиболее способный афинский военачальник — Алкивиад — был отстранён от командования флотом и удалился в добровольное изгнание. В 406 году до н. э. афинский флот, на создание которого ушёл последний резерв средств — золотая и серебряная утварь Парфенона, — всё-таки одержал значительную победу при Аргинусских островах, уничтожив более 70 вражеских триер и потеряв 25 своих. Однако шторм сделал невозможным спасение моряков с затонувших афинских судов, и по возвращении домой стратегов-победителей ждал суд.

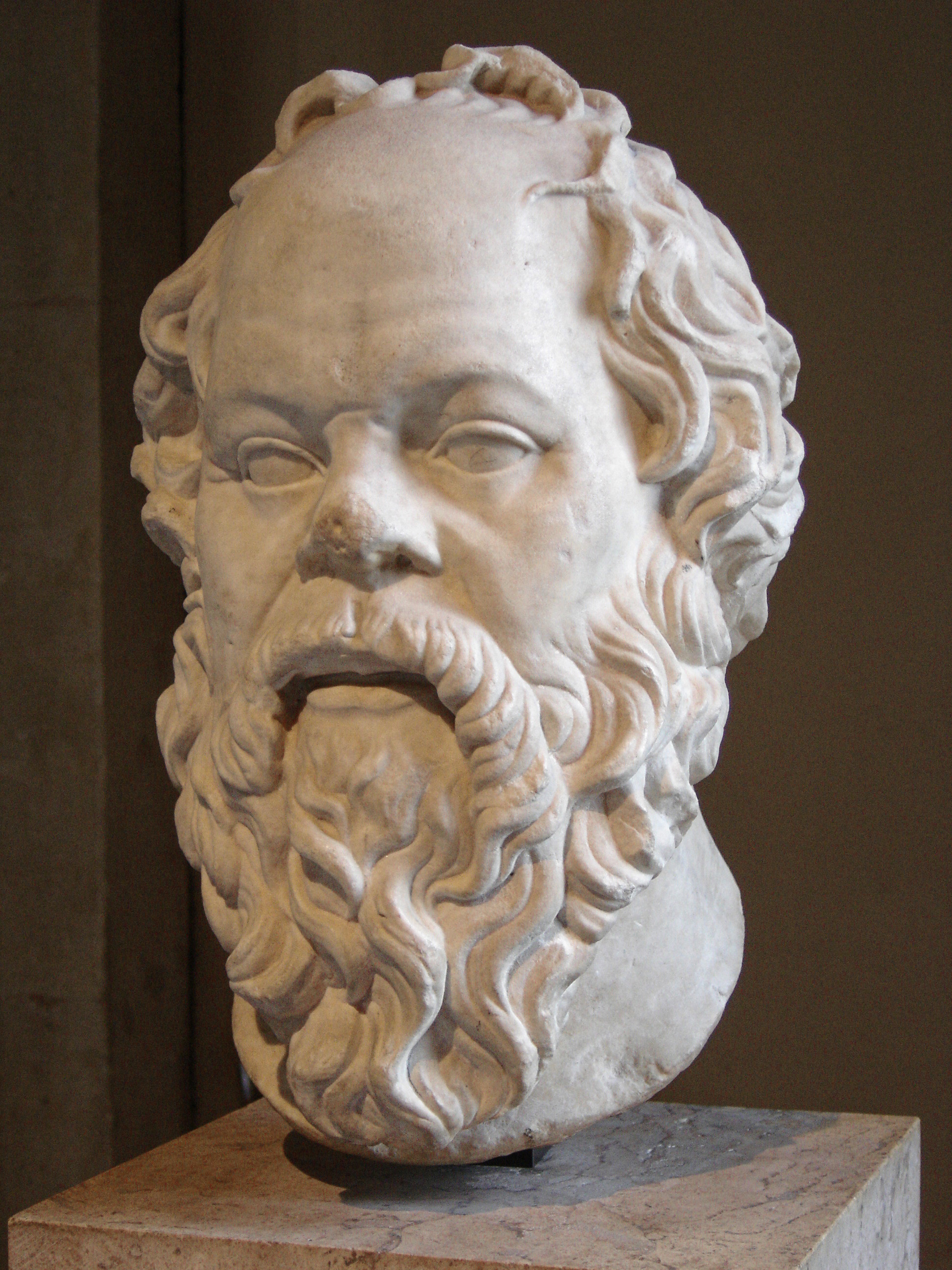
Сократ

 Одним из пританов (членов притании — исполнительного органа Совета Пятисот) по жребию оказался Сократ, который, как мог, противился незаконному суду, но, несмотря на это, стратеги были осуждены и казнены.
Тем временем афинский флот был вынужден вновь перейти к активным действиям. Спартанцы под командованием Лисандра вновь появились в проливах. Под угрозой голодной смерти и полного финансового краха (Афины зависели теперь не только от подвоза хлеба из Чёрного моря, но и от пошлины, взимаемой в проливах) афинский флот вышел навстречу спартанскому. Однако в условиях общей деморализации и падения дисциплины наспех собранный флот в устье небольшой речки Эгоспотамы попал в ловушку Лисандра, который застиг стоявшие на якоре афинские корабли врасплох и уничтожил их практически полностью (из 180 триер удалось спастись только двенадцати). Стратег Конон не посмел явиться в Афины и бежал на Кипр.
У Афин не осталось ни флота, ни армии, ни денег, ни надежд на спасение. После пяти месяцев осады с суши и моря город сдался. В апреле 404 года до н. э. был подписан мирный договор (Фераменов мир). Афины лишались права иметь флот (кроме 12 кораблей), срывали Длинные стены, отказывались от всех своих заморских владений и входили в союз со Спартой. Причём эти условия были ещё сравнительно милосердны: так, Фивы и Коринф вообще предлагали разрушить город.
Отдельным условием в договоре значилось возвращение в Афины изгнанников (в основном сторонников олигархии).

## Причины поражения Афин
Главная причина разгрома Афин заключалась в том, что они жили за счёт эксплуатации населения многих других полисов, а союзников рассматривали как своих подданных. Любую военную неудачу афинян союзники стремились использовать для восстановления своей независимости. Наглядный пример этого — отпадение ряда афинских союзников после сицилийской катастрофы, в которой погиб цвет армии и флота Афин.
Также были и крупные просчёты афинского руководства, которому успехи 40-30-х годов V века до н. э. вскружили голову, что привело к выработке авантюрной агрессивной политики, не обеспеченной достаточными материальными, политическими и военными средствами. Это, в конечном итоге, привело к противостоянию Афинам почти всей Греции. Следует упомянуть и то, что сама афинская демократия имела слишком узкую социальную базу, а афинское гражданство, на которое выпали основные тяготы походов и сражений, было немногочисленным. Афинское народное собрание часто принимало решения, продиктованные эмоциями, а не здравым смыслом.
Определённую роль сыграло и то, что против Афин выступили города не только Пелопоннесского союза, но и греческих полисов Сицилии и Южной Италии, не имевших ни малейшего желания подчиняться афинянам. К тому же противники Афин заручились финансовой поддержкой Персидской державы, располагавшей огромными ресурсами и заинтересованной в ослаблении греческого мира в целом.

## Последствия войны

### Политические последствия
На короткий период в Афинах установилась открыто олигархическая власть «Тридцати тиранов», открыто поддерживаемых Спартой. Наиболее известным из них был Критий. «Тридцать тиранов» развернули в городе настоящий террор, как против своих политических противников, так и просто против богатых людей, чьими средствами желали завладеть. Возможность насильственного захвата власти в демократических Афинах стала более реальной вследствие обнищания населения. Оно, с одной стороны, гораздо меньше занималось политикой, а с другой — им было проще манипулировать демагогам, обещавшим скорейшее улучшение положения. Однако через некоторое время (в 403 году до н. э.) олигархия была свергнута, и в Афинах восстановилась демократия.
В самих воюющих государствах война привела к заметным переменам во внутренней политике. Рост популярности демагогов в Афинах (Клеона, Гипербола, Андрокла, Клеофонта) во время войны сменился с заключением мира олигархической тиранией. Спарта, хотя и не изменила государственного строя, тем не менее также испытала на себе влияние военных действий. Происходит обеднение значительного количества полноправных граждан, и наоборот — обогащение некоторых представителей верхушки полиса. В 399 году до н. э. был раскрыт заговор Кинадона, в котором приняли участие обедневшие граждане, потерявшие свои гражданские права. Кроме того, в Спарту, отличавшуюся суровостью быта, отсутствием золотой монеты и роскоши, хлынули богатства побеждённых противников. Став гегемоном на территории Эллады, Спартанское государство более не нуждалось в столь жёсткой военной дисциплине в условиях постоянной подготовки к новым завоеваниям. Смягчение нравов стало началом разложения спартанского общества и привело к доминированию олигархического начала.
Глубокие изменения произошли в международных отношениях. Афины, бывшие сильнейшим полисом Греции в начале войны, в её итоге превратились в зависимое государство, Афинская держава исчезла, а лидирующей силой в Греции стала Спарта, которая стала осуществлять свою гегемонию на территории всей Греции. Впрочем, бесцеремонность спартанцев во внешней политике, желание опираться исключительно на силу и отсутствие гибкости вскоре привели к трениям с союзниками и общему росту антиспартанских настроений. Их итогом стала битва при Левктрах (371 год до н. э.), ненадолго выдвинувшая в качестве гегемона Греции Фивы. Значительно выросла во внутригреческих международных отношениях роль Персидской державы. Её вмешательство (в основном в виде финансовой помощи, поскольку на открытое военное вторжение в Грецию, как во времена Дария I и Ксеркса, Персия теперь уже не решалась из-за своих внутренних проблем) неоднократно меняло ход боевых действий. Целью персов было поддержание равновесия между воюющими сторонами, и в итоге, их обоюдное ослабление. В результате к середине IV века до н. э. среди захиревших греческих полисов уже больше не осталось ни одного, способного доминировать над другими, да и сам по себе полисный строй как форма высшего государственного управления практически изжил себя и пришёл в упадок. Как следствие, в 337 году до н. э. Греция была завоёвана набравшей силу соседней Македонией, объединившей все греческие города под своей властью и ставшей на путь превращения в новую сверхдержаву.

### Социально-экономические последствия
Экономические последствия войны ощущались по всей Греции; бедность стала нормальным явлением в Пелопоннесе, а Афины были полностью разорены и никогда больше не восстановили своего довоенного процветания. Война привела к глубоким переменам в греческом обществе; конфликт между демократическими Афинами и олигархической Спартой, поддерживавшими дружественные силы в других городах, сделал гражданские войны частым событием в греческом мире. Рост социальной напряжённости неоднократно выливался в вооружённые противостояния.
Пелопоннесская война нанесла сильный ущерб земледелию, так как в ходе неё начались масштабные бегства людей с обрабатываемых полей, на которые затем, в силу переделов земли, уже нельзя было вернуться. Множество мелких сёл и городов были попросту уничтожены. Сократилась и численность населения.
Существенно изменились ценностные ориентации греческого общества. Так, теперь главной заботой граждан становился поиск средств к существованию, многие вновь вернулись к ремесленному производству. Это порождало и относительную политическую пассивность привыкших к хорошей жизни граждан, которые в большей степени были заинтересованы восстановлением своего благосостояния.
Кроме того, усилилось социальное расслоение в греческом обществе. Те, кто занимался земледелием и скотоводством, ремеслом, пострадали гораздо сильнее, чем представители более богатых сословий, которые, к тому же, если участвовали непосредственно в военных действиях, так или иначе имели больший доступ к ресурсам и богатствам. Рост числа фактически нищих людей привёл к росту преступности, интенсификации миграции населения.
Усилившаяся бедность, рост преступности, в том числе способствовали разграблению оставшегося наследия расцвета Греции. Так, разворовывались сокровища греческих храмов, дворцы.
Конфликт, поначалу носивший ограниченный характер, и в котором обе стороны первоначально соблюдали определённые «правила», довольно быстро вырос во всеобъемлющую войну, невиданную прежде в Греции по жестокости и масштабам. Нарушение религиозных и культурных запретов, разорение целых областей и уничтожение городов получили в ходе боевых действий широкое распространение.
В целом можно сказать, что с концом Пелопоннесской войны начался новый этап развития греческого общества.